# 澤井良輔
澤井 良輔（さわい りょうすけ、1978年3月9日 - ）は、千葉県銚子市出身の元プロ野球選手（内野手）。

## 来歴・人物
小学生の頃は運動が苦手だったが、仲間はずれになりたくないとの理由で4年から野球を始める。元々は右打ちだったが、中学3年の時に左打ちを試したところ右打ちより飛んだという。憧れだった篠塚利夫と同じ銚子商業高に進学し主軸として大活躍。3年生時に春夏連続甲子園出場。第67回選抜では準優勝、第77回全国選手権は3回戦敗退。そのパワーとスター性はプロ級と評判になり、「西の福留・東の澤井」とまで言われた。福留とは交友関係があったが、2人をライバルとして扱うマスコミには不快感を覚えていた。
1995年度ドラフト会議では福留のハズレ1位としてロッテから指名を受けた。澤井はセ・リーグ志望で当時アマチュア限定だったオリンピックへの出場も考えていたが、この年ロッテがボビー・バレンタインのもとで2位に躍進したことや女手一つで育てた母親への恩返しを考えて入団を決意した。1年目はプロの変化球に歯が立たず、大学出のほうが活躍するケースが多いことから自分も大学に進むべきだったと後悔したという。1997年はルーキーリーグ・アリゾナ・パドレスに野球留学した。4年目に肘を傷めて手術。2000年にプロ初安打を放ち2002年にはシーズン開幕戦をスタメンで飾るが、翌年右肩を故障したことで出場機会がなくなり2005年シーズン終了時に戦力外通告を受け、トライアウトにも参加せず引退した。
その後、森田健作が新たに設立した社会人クラブチーム『千葉熱血MAKING』に選手兼任コーチとして入団。2006年、千葉熱血MAKINGでのプレーの傍ら、インターネット放送局marines.tvの「1ch「Game Live!」」に不定期で解説者として出演（2007年度も引き続き担当）。9月1日より千葉熱血MAKINGのライバルチームである「サウザンリーフ市原」に移籍、選手兼任コーチとなる。
2008年、BCリーグの群馬ダイヤモンドペガサスの野手コーチとなる。背番号は99。2009年限りで退団。
2010年からは、メットライフアリコで営業として勤務している。

## 詳細情報

### 年度別打撃成績
| 年 度     | 球 団     | 試 合 | 打 席 | 打 数 | 得 点 | 安 打 | 二 塁 打 | 三 塁 打 | 本 塁 打 | 塁 打 | 打 点 | 盗 塁 | 盗 塁 死 | 犠 打 | 犠 飛 | 四 球 | 敬 遠 | 死 球 | 三 振 | 併 殺 打 | 打 率 | 出 塁 率 | 長 打 率 | O P S |
| --------- | --------- | ----- | ----- | ----- | ----- | ----- | -------- | -------- | -------- | ----- | ----- | ----- | -------- | ----- | ----- | ----- | ----- | ----- | ----- | -------- | ----- | -------- | -------- | ----- |
| 1998      | ロッテ    | 2     | 2     | 2     | 0     | 0     | 0        | 0        | 0        | 0     | 0     | 0     | 0        | 0     | 0     | 0     | 0     | 0     | 1     | 0        | .000  | .000     | .000     | .000  |
| 2000      | ロッテ    | 9     | 10    | 10    | 2     | 2     | 0        | 0        | 1        | 5     | 1     | 0     | 0        | 0     | 0     | 0     | 0     | 0     | 3     | 0        | .200  | .200     | .500     | .700  |
| 2001      | ロッテ    | 12    | 20    | 19    | 0     | 5     | 2        | 0        | 0        | 7     | 1     | 0     | 0        | 0     | 0     | 0     | 0     | 1     | 6     | 0        | .263  | .300     | .368     | .668  |
| 2002      | ロッテ    | 41    | 73    | 68    | 6     | 12    | 2        | 0        | 3        | 23    | 8     | 0     | 0        | 0     | 0     | 4     | 0     | 1     | 17    | 1        | .176  | .233     | .338     | .571  |
| 2003      | ロッテ    | 26    | 69    | 61    | 7     | 17    | 3        | 0        | 2        | 26    | 9     | 0     | 1        | 0     | 0     | 6     | 0     | 2     | 11    | 1        | .279  | .362     | .426     | .789  |
| 通算：5年 | 通算：5年 | 90    | 174   | 160   | 15    | 36    | 7        | 0        | 6        | 61    | 19    | 0     | 1        | 0     | 0     | 10    | 0     | 4     | 38    | 2        | .225  | .287     | .381     | .669  |

### 記録
- 初出場：1998年9月8日、対福岡ダイエーホークス22回戦（千葉マリンスタジアム）、7回裏に吉鶴憲治の代打で出場
- 初安打：2000年6月1日、対大阪近鉄バファローズ11回戦（千葉マリンスタジアム）、9回裏にボブ・ウォルコットから中前安打
- 初本塁打・初打点：2000年6月8日、対日本ハムファイターズ11回戦（千葉マリンスタジアム）、9回裏に伊藤剛から右越ソロ
- 初先発出場：2000年6月9日、対西武ライオンズ11回戦（西武ドーム）、8番・三塁手として先発出場

### 背番号
- 10 （1996年 - 2004年）
- 32 （2005年）
- 99 （2008年 - 2009年）